# Zonsverduistering van 1 augustus 2008

De totale zonsverduistering is het zwarte middelpunt van de bewegende schaduw.

De totale zonsverduistering van 1 augustus 2008 trok veel over land en was achtereenvolgens te zien op of in deze negen (ei)landen: Canada, Groenland, Kvitøya, Frans Jozefland, Severnyeiland, Rusland, Kazachstan, Mongolië en China.

## Lengte

### Maximum
Het punt met maximale totaliteit bevond zich nabij de Russische stad Nadym in West-Siberië en duurde 2m27,1s.

### Limieten
| Fenomeen                    | Code | Tijdstip UTC |
| --------------------------- | ---- | ------------ |
| Eerste contact bijschaduw   | P1   | 08:04:06.8   |
| Eerste contact kernschaduw  | U1   | 09:21:07.3   |
| Kernschaduw compleet vanaf  | U2   | 09:24:10.3   |
| Bijschaduw compleet vanaf   | P2   | Niet         |
| Maximum eclips              | GE   | 10:21:08.1   |
| Bijschaduw compleet t/m     | P3   | Niet         |
| Kernschaduw compleet t/m    | U3   | 11:18:29.9   |
| Laatste contact kernschaduw | U4   | 11:21:28.0   |
| Laatste contact bijschaduw  | P4   | 12:38:27.7   |